# Zámek Berchtold
Zámek Berchtold se nachází v místní části Vidovice obce Kunice ve Středočeském kraji.

## Historie

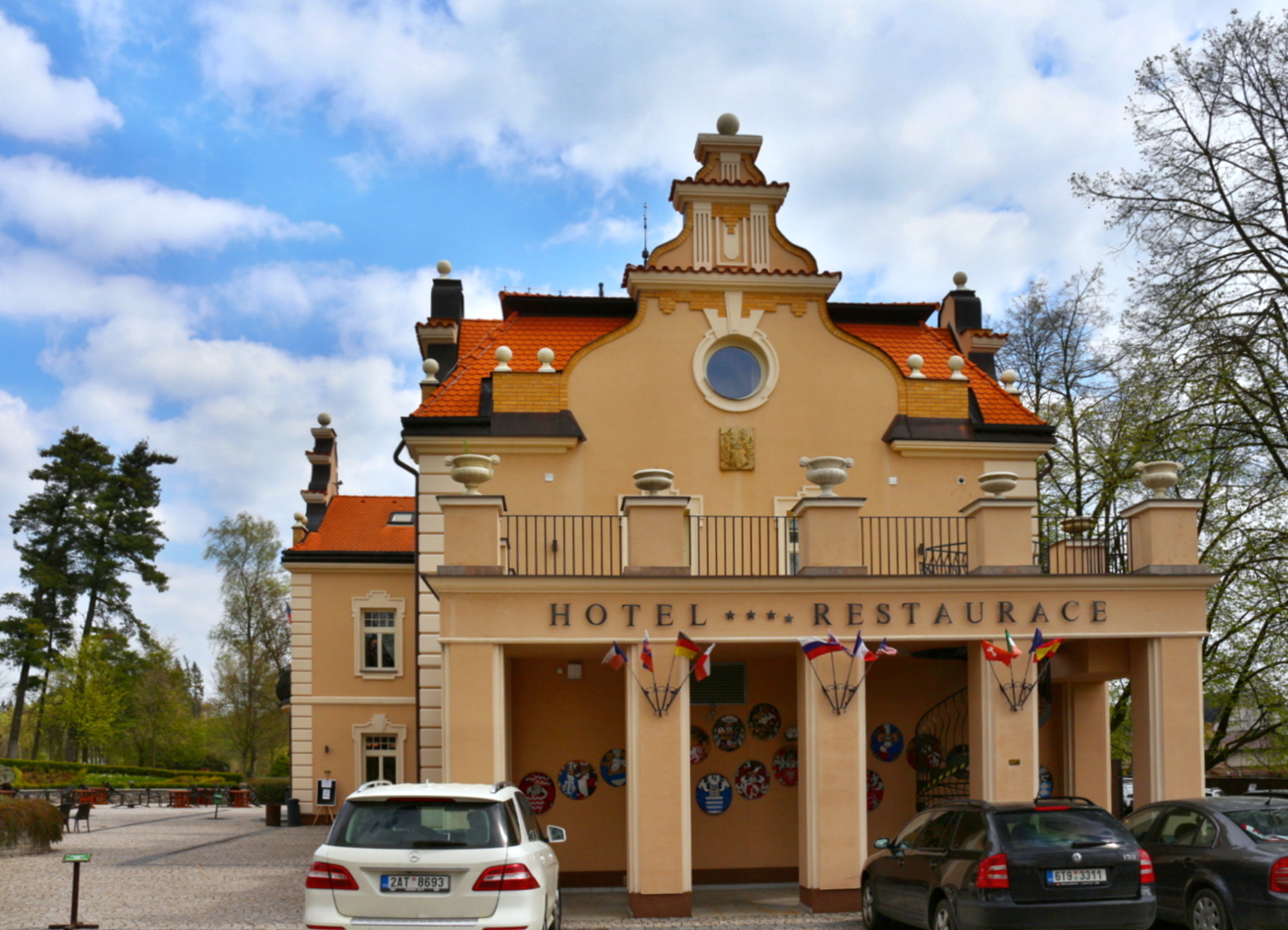
Průčelí zámku Berchtold od vstupní brány, rok 2017

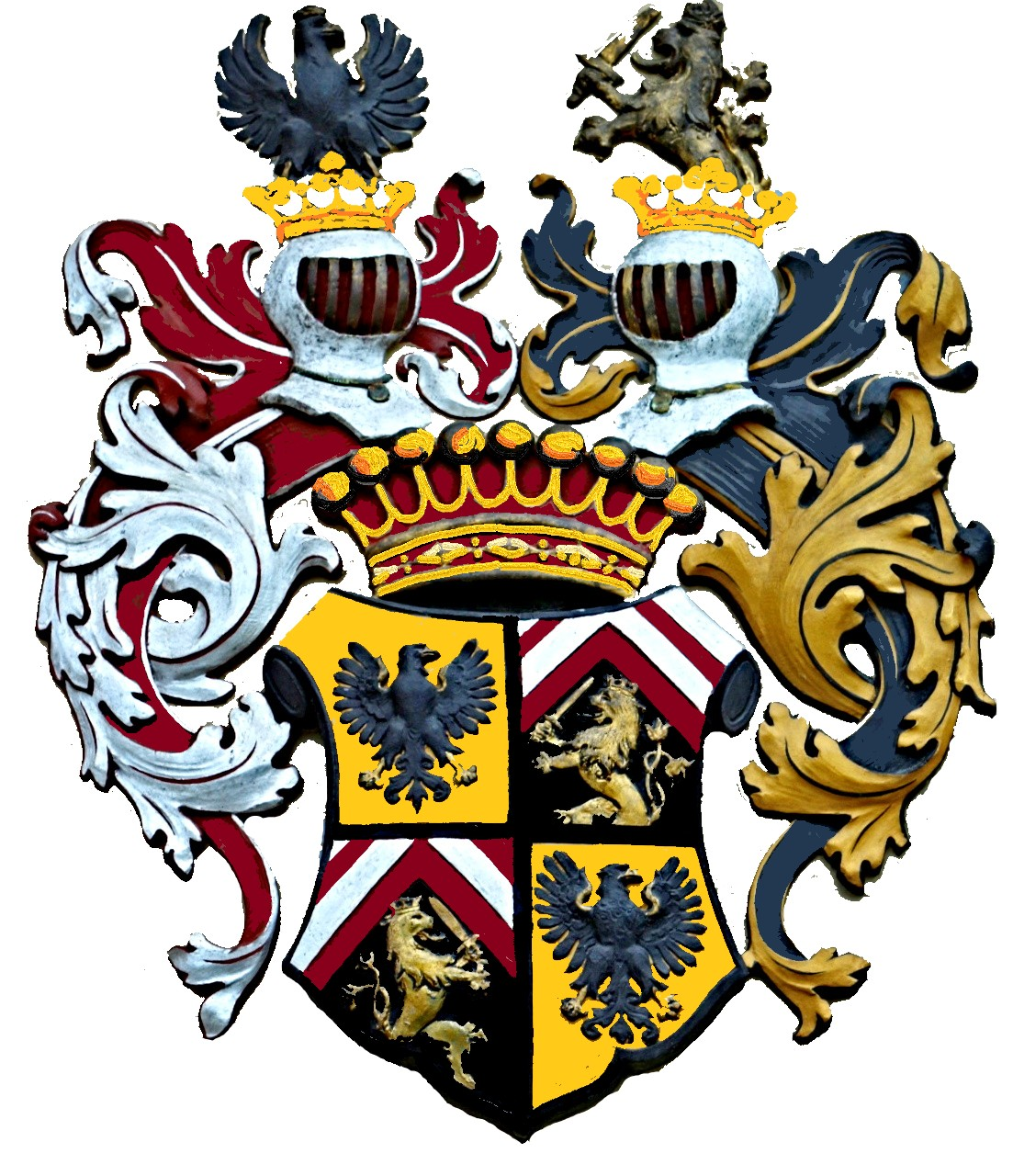
Erb rodu Berchtoldů z Uherčic na informační tabuli u zámku

První zmínka o panském sídle a statku ve Vidovicích je z roku 1388, kdy byl vlastníkem panství zemanský rod s přídomkem „z Vidovic“. Prvním z nich byl Vavřinec z Vidovic, poté přešlo vlastnictví na jeho syny Beneše, Jakuba a Jana. Současně s nimi žil Bohuněk z Vidovic v letech 1412-1416. Za Vavřince další části vsi patřily libeřskému faráři Zdislavovi. Panské sídlo však zřejmě během druhé půle 15. století zaniklo, možná následkem událostí v průběhu husitské revoluce. Dále byla ves několik set let rozdělena.
V 17. století náležela ves Vidovice s poplužním dvorem ke statku Velké Popovice, od roku 1808 pak náležela ke vsi Chlum. Roku 1877 byl do zemských desk zapsán samostatný statek nazvaný Vidovice. Když se vdávala Eleonora, dcera manželů Brozorádových, za Rudolfa Kainze, získali novomanželé 24. prosince 1877 nově vytvořený samostatný zámek Vidovice oddělením od Chlumu. Jejich takto nabytý majetek tvořila reprezentativní budova, statek s cihelnou a pozemky. Manželé Kainzovi měli sedm dětí: Alfreda (* 1854), Friedricha (* 1860), Adélu (* 1863), Marii (* 1865), Zdenku (* 1870) a Emu (* 1871).
V roce 1894 byl statek a zámek odprodán novým majitelům Milnerům, kteří zde roku 1904 (letopočet v přízemí dnešní restaurace) provedli největší a nejpodstatnější stavební úpravy. Od roku 1906 je sídlo nazýváno „nově vystavěným zámkem s parkem“.
Mezi další významné vlastníky panství či zámečku patřili osobnosti jako např. Václav Stařimský, svobodný pán z Libštejna, rakouský polní maršál Josef Václav Radecký z Radče, rodina Brzorádova, prof. Blažek nebo šlechtický rod Berchtoldů z Uherčic, podle nichž byl později nazván.

## 20. století
Od 2. pol. 20. století používala zámek československá armáda – protivzdušná obrana Prahy. Po roce 1990 byl areál se zámkem převeden na obec a o 3 roky později prodán soukromé firmě.

## Současnost
Od roku 2005 získal zámeček nové majitele, kteří uskutečnili jeho celkovou rekonstrukci: přistavěli křídlo do parku, rozšířili park, postavili sportcentrum Na zámečku a zpřístupnili zámek veřejnosti. Podle nalezeného erbu hraběte Otokara Berchtolda byl zámek v roce 2005 pojmenován. Areál dnes určen zejména pro firemní, či rodinné aktivity, ale také ke sportovním účelům.

## Muzeum obce a okolí

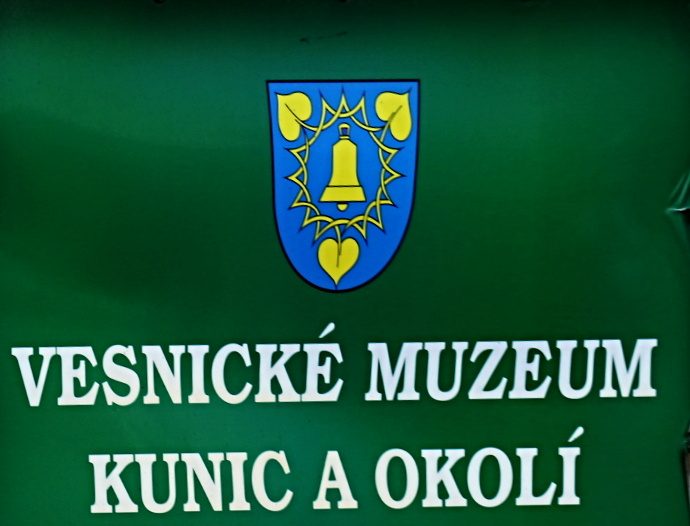
Poutač kunického muzea

V rámci zámku je několik výstavních prostor. V přízemí je unikátní expozice venkovského muzea Kunic a okolí, které vzniklo roku 1935 zásluhou někdejšího starosty Kunic Josefa Oldřicha a jeho syna MUDr. Františka Oldřicha. Expozice muzea, zaměřená na historii Kunic a okolí, odpovídá původnímu vzhledu z doby založení obce. Najdeme zde velice rozmanité sbírky a předměty. Archeologické nálezy, výrobky zdejších řemeslníků, cechovní památky, sklářské výrobky, sbírku zbraní, myslivecké trofeje, mince od r. 1012, papírová platidla 1880-1945 a řadu dalších zajímavostí.
Expozice nabízí skutečně rozmanitou sbírku, přes nerosty, sklo, hudební nástroje, zbraně až po žraloky. Unikátní je řazení exponátů, které je zachované tak jak vzniklo v r. 1935. Lze říci že je to „muzeum vesnického muzea“ s originálními popisy exponátů, doklad práce a nadšení našich předků. Zejména MUDr. Františka Oldřicha, vlastence a autora i krásné kroniky Kunic s popisem příběhů některých exponátů. MUDr. Oldřich jako lékař byl i účastníkem I. světové války a jedna expozice je věnována i válečné tematice, včetně vražedných střel vyoperovaných z těl vojáků. Muzeum se dále rozvíjí sbírkou starých fotografií našich obcí, sbírkou karikatur Antonína  Panenky patrona zámku a jsou zde k vidění stovky nejkrásnějších českých poštovních známek, včetně nejkrásnějších známky světa 2010 a jsou zde známky i Monaca, Vatikánu a pod.